# Унгарска национална галерия
Унгарската национална галерия (на унгарски: Magyar Nemzeti Galéria) е създадена като национален художествен музей през 1957 г.
Намира се в замъка Буда в Будапеща, Унгария. Колекциите ѝ обхващат унгарско изкуство във всички жанрове, включително произведения на много унгарски художници от XIX и XX век, които са работили в Париж и други места на Запад.

## Изложби
Националната галерия съхранява средновековно, ренесансово, готическо и бароково унгарско изкуство. Колекцията включва дървени олтари от XV век.
Музеят показва редица произведения на унгарски скулптори като Кароли Алекси, Морис Аскалон, Миклош Боршош, Гюла Донат, Янош Фадруш, Бени Ференци, Ищван Ференци и Миклош Изсо. Той също така представя картини и фотографии на големи унгарски художници като Брасаи и Ервин Мартон, част от кръга, работил в Париж преди Втората световна война. Галерията показва работата на художници като Михай Мункачи и Ласло Паал. Музеят притежава също картини на Хенрик Вебер, Кароли Марко Стария, Йожеф Боршош, Миклош Барабас, Берталан Секели, Кароли Лотц, Пал Шиней Мерсе, Ищван Чок, Бела Ивани-Грюнвалд, Тивадар Костка Чонтвари („Руините на античния театър“, „Таормина“), Йозеф Рипъл-Ронай („Модели“) и Кароли Ференци.

## Галерия
|            |
| Камий Каро |

|           |
| Клод Моне |

|              |
| Камий Писаро |

|              |
| Мартен Шварц |

|               |
| Шандор Вагнер |

## Спорове
През 2008 г. директорът на Музея за изящни изкуства, Ласло Баан, предлага сливането на ръководения от него музей с Националната галерия поради сходния изложбен и колекционен профил на двете. И двата музея, както и Музеят за съвременно изкуство „Лудвиг“ са специализирани в изобразителното изкуство от ХХ век и съвременно изобразително изкуство, голяма част от което е създадено от унгарски художници, живеещи в чужбина. След като през февруари 2011 г. молбата му за добавяне на подземно разширение на стойност 18 милиона евро към Музея за изящни изкуства, което да обедини колекциите, е отхвърлена, Баан представя на правителството алтернативен план за изграждане на две нови сгради на цената на 150 милиона евро. Той си представя новите сгради – едната за съвременно европейско изкуство, а другата за унгарска фотография – като „специален музеен остров“, който да допълни Музея за изящни изкуства и Будапещенската художествена зала Мючарнок, като в срок до 2017 г. се присъедини към двете колекции за постоянно.
През септември 2011 г. държавният секретар по културата Геза Щоч официално обявява планове за изграждане на нова сграда по протежение на улица „Андраши“, в близост до градския парк, Музея на изящните изкуства и Мючарнок. В тази сграда е предвидено да се помещават колекциите на Унгарската национална галерия. Този разширен план, който ще оползотвори целия булевард, се нарича още Кварталът на музеите в Будапеща или Квартал Андраши.
В началото на декември 2011 г. Ференц Чак – директор на Националната галерия от 2010 г. и критик на предложеното сливане на галерията с Музея за изящни изкуства – нарича процеса на сливане „[много] непрофесионален, антидемократичен и недалновиден“ и обявява, че ще подаде оставка в края на 2011 г. Към 5 март 2012 г. нов директор не е избран и Националната галерия се ръководи от заместник генералния директор Дьорд Шуч.